# Resolução 4 do Conselho de Segurança das Nações Unidas
Resolução 4 do Conselho de Segurança das Nações Unidas, adotada em 29 de abril de 1946, condenou o regime de Franco na Espanha e formou uma sub-comissão para decidir se seu regime estava levando a fricção internacional e, nesse caso, o que fazer sobre isso.
A resolução foi aprovada com 10 votos, a União Soviética se absteve.